# 宮庄親輔
宮庄 親輔（みやしょう ちかすけ）は、江戸時代中期の武士。吉川家家臣で、周防岩国領家老。父は香川景明で、宮庄直凭の養子となる。

## 生涯
元禄16年（1703年）、岩国領吉川家家臣の香川景明の次男として生まれ、宮庄直凭の養子となる。岩国の儒学者である宇都宮遯庵の子の宇都宮圭斎に学問を学んだ。
享保8年（1723年）から享保20年（1735年）にかけて職役を務めた吉川長程の頃に吉川家の財政は逼迫していた。吉川家を大名に引き立てるという悲願を達成するために幕府枢要に対する膨大な工作費を捻出する必要があったこともあって国費は乱脈を極め、綱紀も緩み、その負債は銀4000貫にも上っていた。
享保20年（1735年）、親輔は吉川長程に代わって職役となり、吉川長程の不正を暴くと共に財政再建に乗り出した。不正を暴かれた吉川長程は、元文3年（1738年）に江戸から帰国する途上の近江国草津において不正が露見したことを知り自害した。
職役となった親輔は、同年10月に負債整理のために5年間の倹約令を発し、吉川家中にも農民にも馳走米（追徴米）を課した。巨額の負債に加えて元文2年（1737年）に高潮、元文3年（1738年）には水害、元文4年（1739年）に領主の吉川経永の江戸参府があって出費が重なった為、元文5年（1740年）にも再び倹約令を発した。馳走米は家中の士や領民に負担を強いるものであったが、親輔の政務は公平であったため領民は親輔に心服したという。また、親輔は錦帯橋の東に訴訟箱を設置して領民の投書を許し、訴状の開封は大目付に命じた。この訴訟箱は明治4年（1871年）の廃藩置県まで存続した。
明和元年（1764年）、30年に渡って務めた職を辞し、剃髪して「静嘯軒」と号した。親輔は二条派の歌人でもあり、『巖邑府誌』や『静嘯野語』を著した。
天明6年（1786年）3月16日に死去。享年84。周防国岩国の錦見琥珀にある普済寺に葬られた。